# Liski (powiat piski)
Liski (niem. Lisken) – wieś w Polsce położona w województwie warmińsko-mazurskim, w powiecie piskim, w gminie Pisz. W latach 1975–1998 miejscowość należała administracyjnie do województwa suwalskiego.
W XV i XVI w. miejscowość zapisywana jako Liβken, Lyβken, Lischky, Stheffenstock. Wieś powstała w ramach kolonizacji Wielkiej Puszczy, wzmiankowana w dokumentach już w roku 1424, kiedy to wymieniono dobra ziemskie o powierzchni 60 łanów, razem z Pietrzykami. Jako wieś czynszowa, lokowana w 1445, przez komtura bałgijskiego i wójta natangijskiego Eberharda von Wesenthau, który nadał Mikołajowi Sołtysowi 46 łanów na prawie chełmińskim, w tym 6 łanów wolnych dla sołtysa. Nie wyznaczono wolnizny, co wskazuje na istniejące już wcześniej osadnictwo. W 1530 karczmę w Liskach otrzymał Paweł Kowal, pochodzący ze wsi Guzki. 